# Ancienne maternité de l'hôpital d'Ixelles
L'ancienne maternité de l'hôpital d'Ixelles est un bâtiment de style « Art déco » édifié à Ixelles, une commune de Bruxelles en Belgique, par Jean-Baptiste Dewin, un architecte qui s'est fait une spécialité de la construction d'édifices à vocation médicale.

## Localisation
L'ancienne maternité de l'hôpital d'Ixelles se dresse aux numéros 20-22-26 de la rue Léon Cuissez, une rue située entre l'avenue de la Couronne et le quartier des étangs d'Ixelles.

## Historique
L'hôpital d'Ixelles est fondé en 1898 et une maternité est construite neuf ans plus tard.
La maternité étant devenue trop exiguë, une nouvelle maternité est construite de 1930 à 1933 par Jean-Baptiste Dewin sur un terrain de la rue Léon Cuissez et inaugurée le 24 juin 1933,. 
Transformé par la suite en école d'infirmières, le bâtiment subit une campagne de rénovation en 1984-1986.
La fusion des hôpitaux publics d'Ixelles et d'Etterbeek et la construction d'une nouvelle clinique entraînent la fermeture de la maternité en juin 1993 : le bâtiment est alors rénové de 1997 à 2000 et transformé pour abriter 28 logements.
Le bâtiment ne pas fait l'objet d'un classement au titre des monuments historiques.

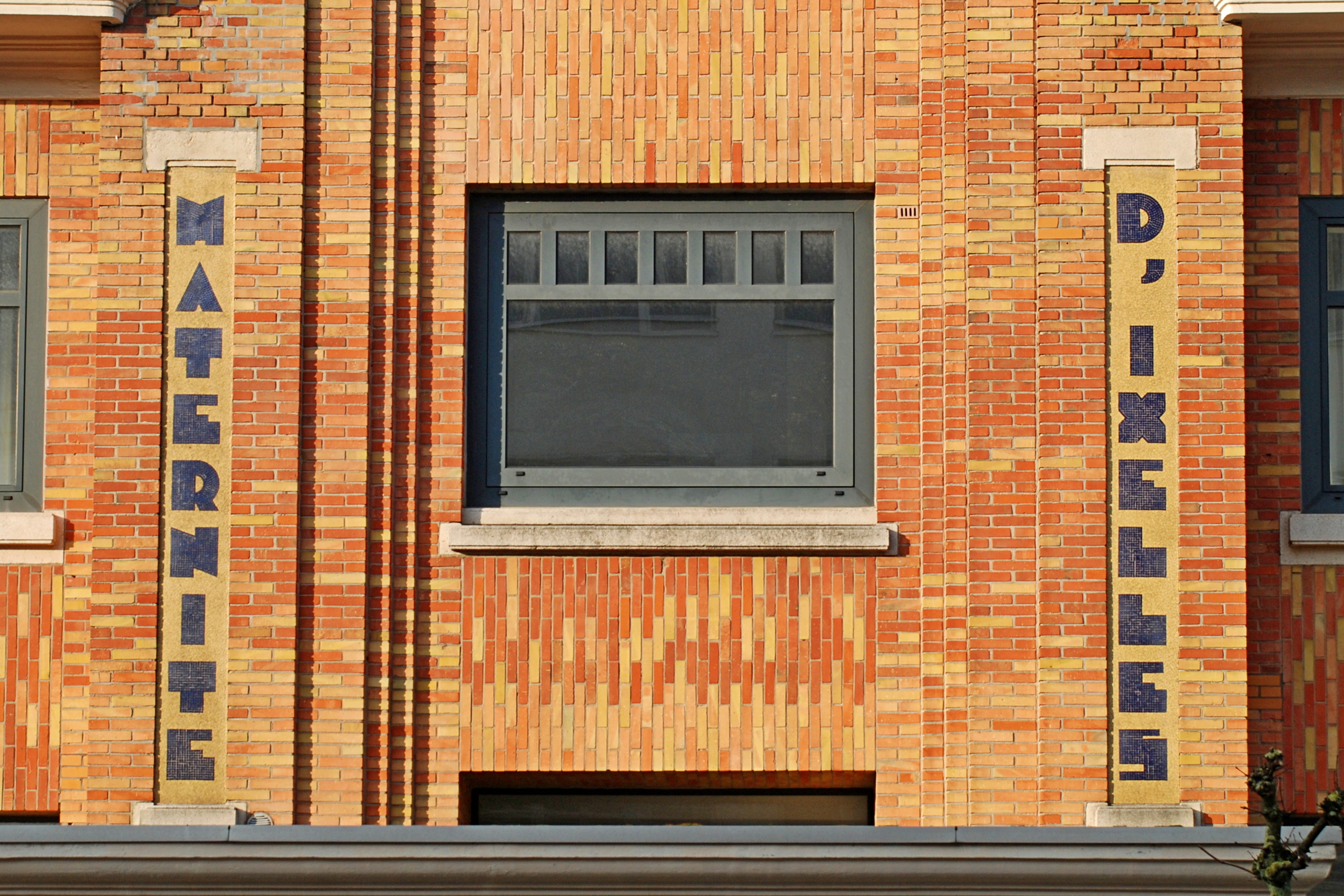
Les mosaïques.
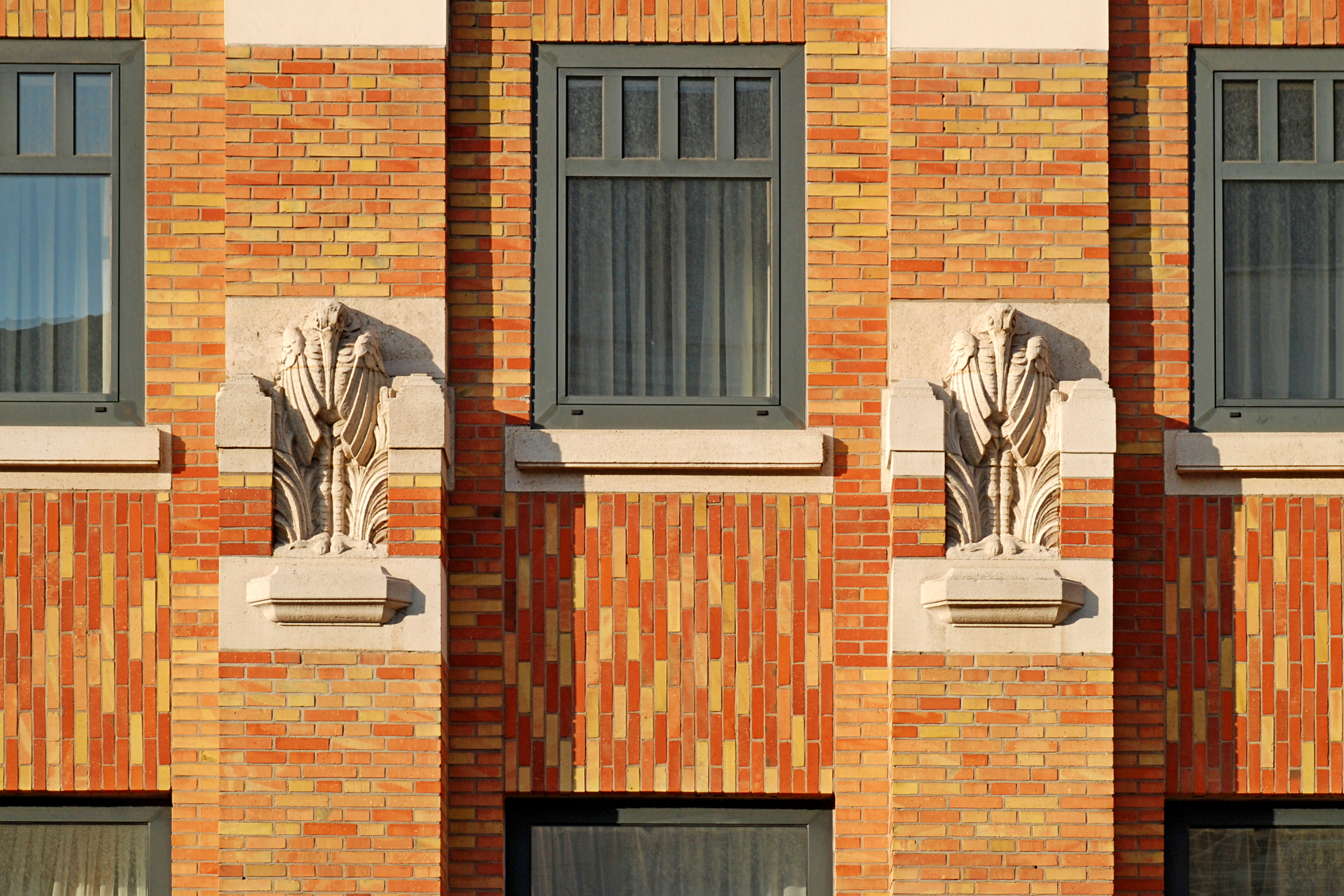
Cigognes stylisée.

## Architecture
Le bâtiment présente une large façade symétrique construite en brique orange agrémentée d'éléments en pierre blanche.
Cette façade de neuf travées et de deux niveaux est surmontée d'une toiture mansardée percée de neuf lucarnes.
La travée centrale, en légère saillie, est ornée de deux panneaux de mosaïque portant l'inscription « Maternité d'Ixelles» et est sommée d'une lucarne passante prenant l'allure d'un pignon à redents en pierre bleue.
La façade est rythmée par six pilastres d'ordre colossal dont les quatre centraux sont décorés chacun d'une statue représentant une cigogne stylisée.
Sur les deux pilastres extérieurs, la connexion entre les chéneaux et les tuyaux de descente des eaux de pluie se fait par un mascaron représentant un animal fantastique.
La porte d'entrée est protégée par un profond auvent porté par quatre pilastres, qui forme un porche qui témoigne de la volonté d'accueil que Dewin cherchait à mettre en place par son architecture.

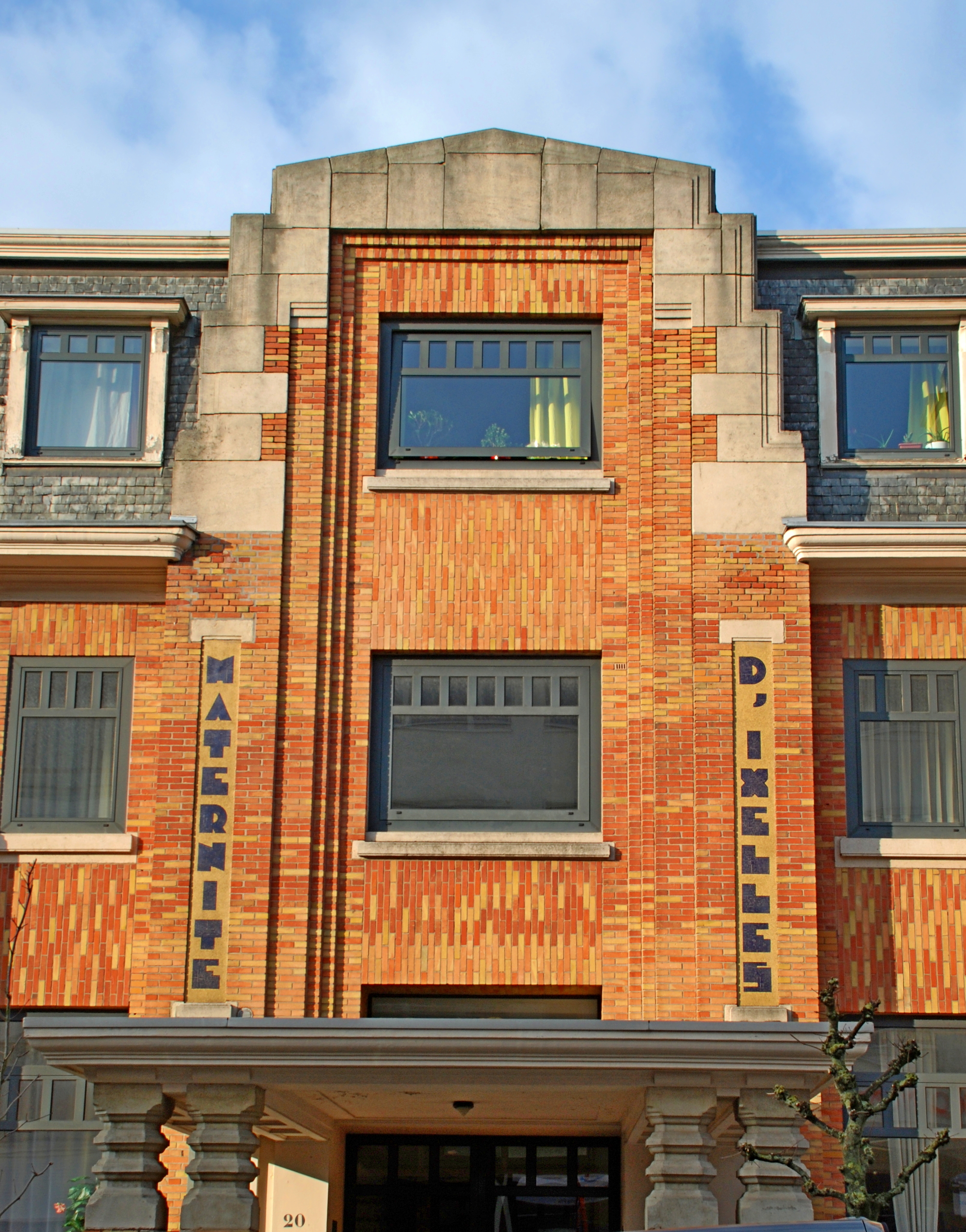
La travée centrale.
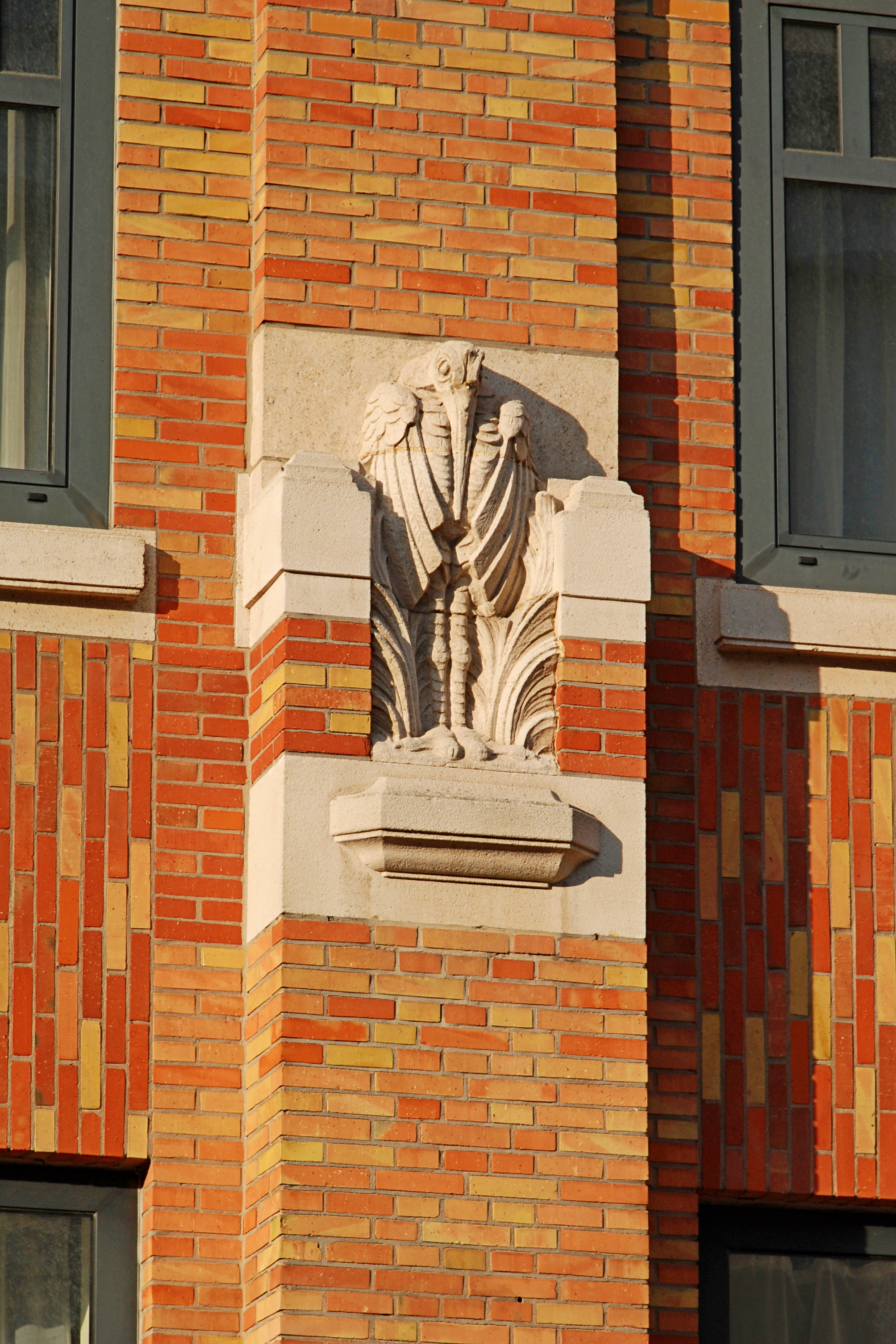
Cigogne stylisée.
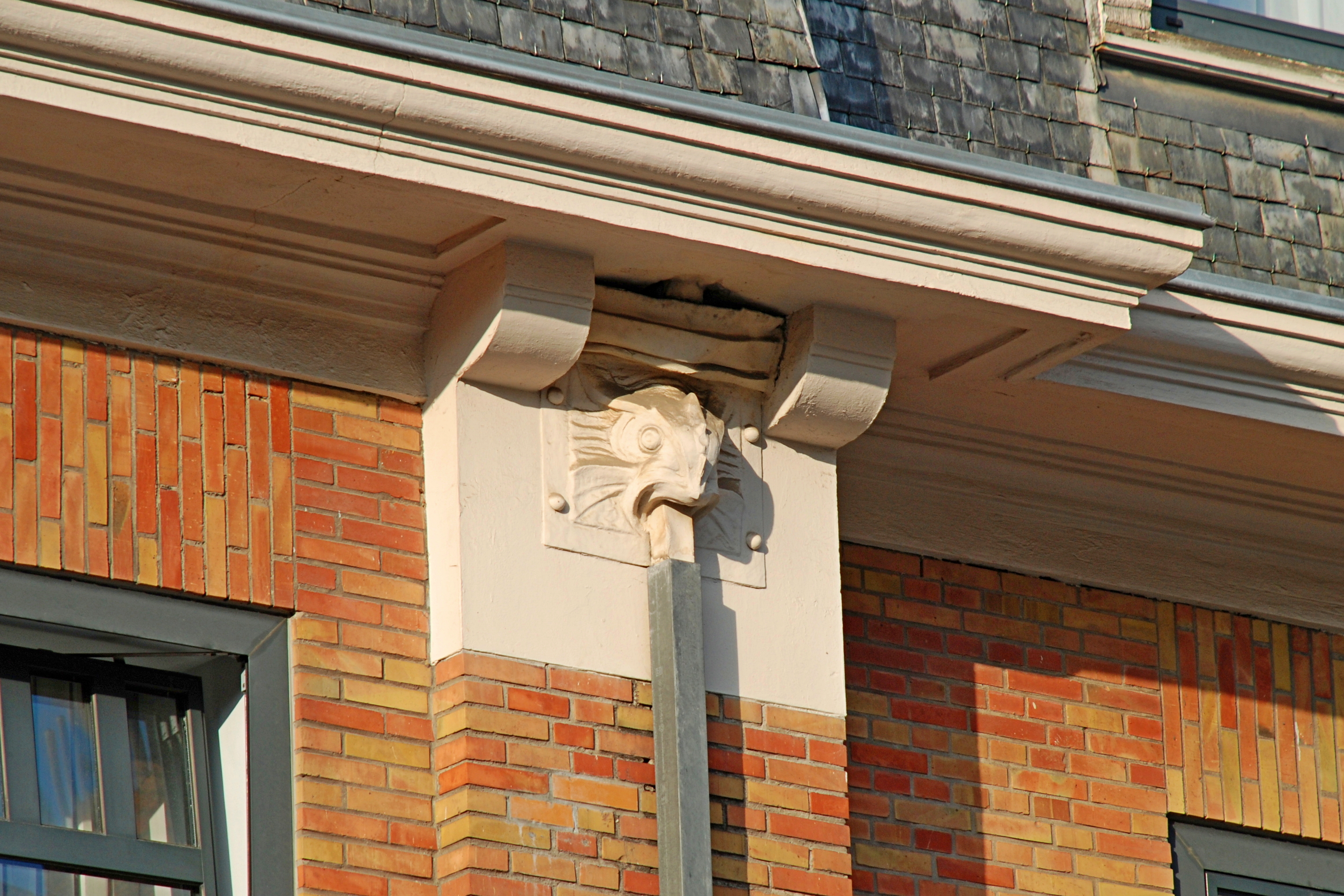
Mascaron.